# アゾフ・コサック軍
アゾフ・コサック軍（ウクライナ語:Азовське козацьке військо）は、1832年5月27日にロシア皇帝の号令によりウクライナ・コサックから編制されたロシア帝国の国境防衛軍である。

## 概要
1828年から1829年にかけてのロシア・トルコ戦争中、ヨスィプ・フラドクィーイが率いる1500人のウクライナ・コサック（ドナウ・コサック）はオスマン帝国側からロシア帝国側へ寝返り、ドナウ・コサック連隊としてロシア帝国軍に編制された。1831年にその連隊が南ウクライナ、アゾフ海に面しているカテルィノスラウ県に移され、アゾフ海の西海岸の防備に当てられた。1832年5月27日にドナウ・コサック連隊はアゾフ・コサック軍に改名され、軍役と引き換えに税金・労役が免ぜられて内政自治制が公認された。コサックは軍のオタマーンとしてヨスィプ・フラドクィーイを選び、軍の行政の中心をペトロヴシカ町、さらにマリウポリ市に置いた。1862年から1864年にかけて、ロシア政府がコサックの一部を強制的にクバニ地方へ移住させ、北カフカースの国境の防衛を任じたため、ウクライナを離れたくないコサックは蜂起を起こした。しかし、蜂起は間もなく鎮圧され、1864年10月11日の皇帝の号令によりアゾフ・コサック軍は廃止された。残るコサックは農民に帰させられ、軍の武器、軍記、印鑑などがクバニ・コサック軍に渡された。